# ドミタル・ズヴォニミル

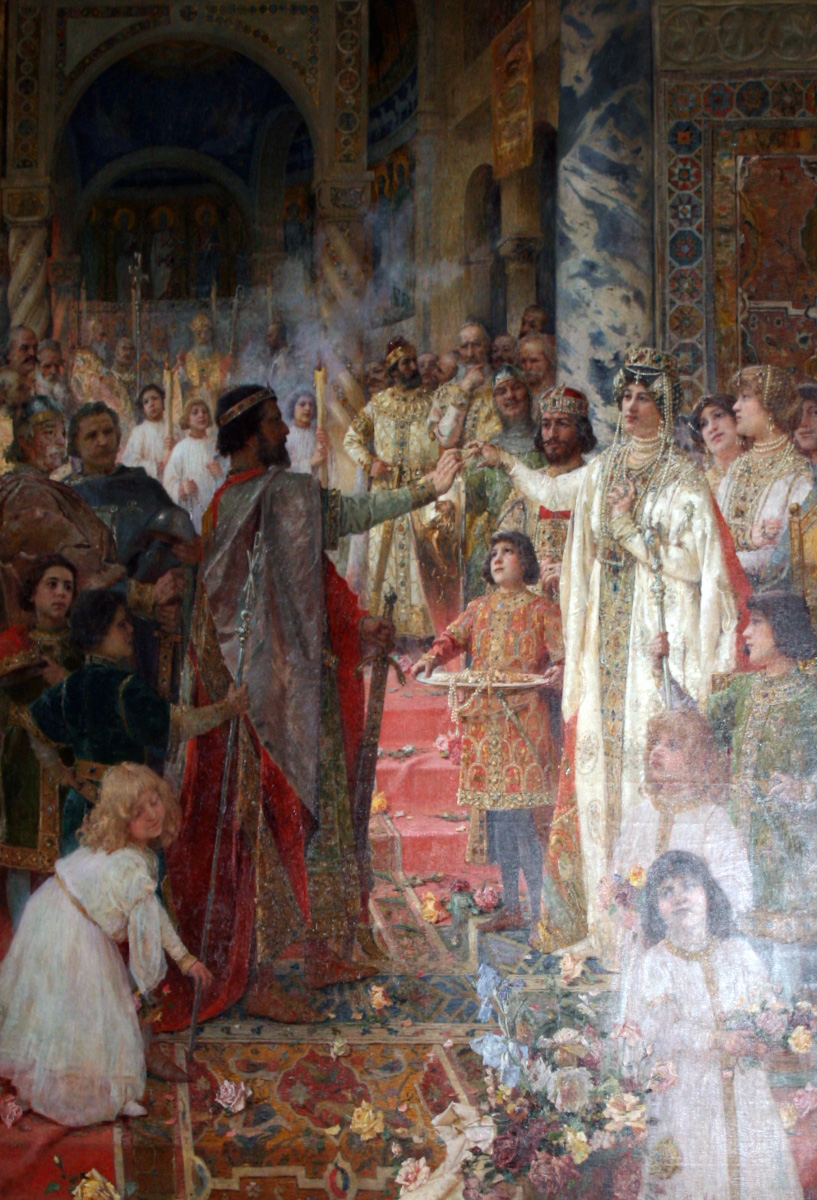
セレスティン・メドヴィッチによるズヴォニミル王の婚約式の絵画、ザグレブにあるクロアチア歴史研究所

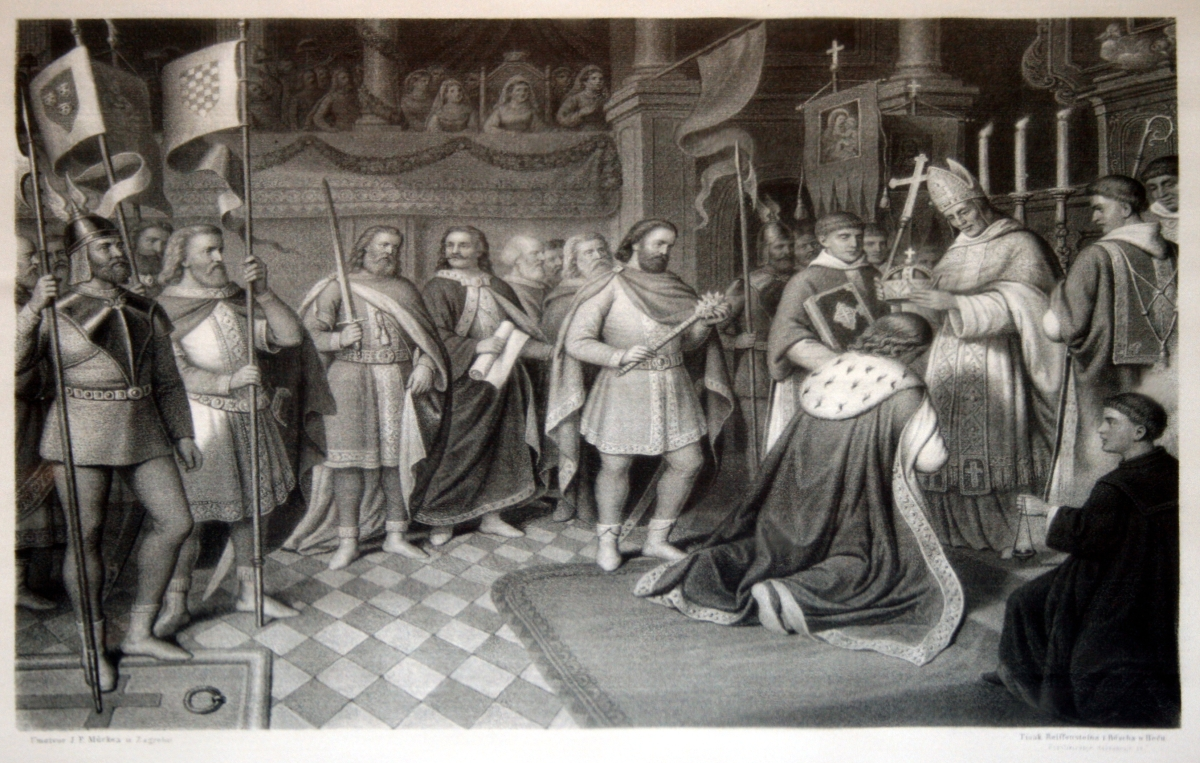
19世紀に描かれたズヴォニミル王の戴冠式の絵画

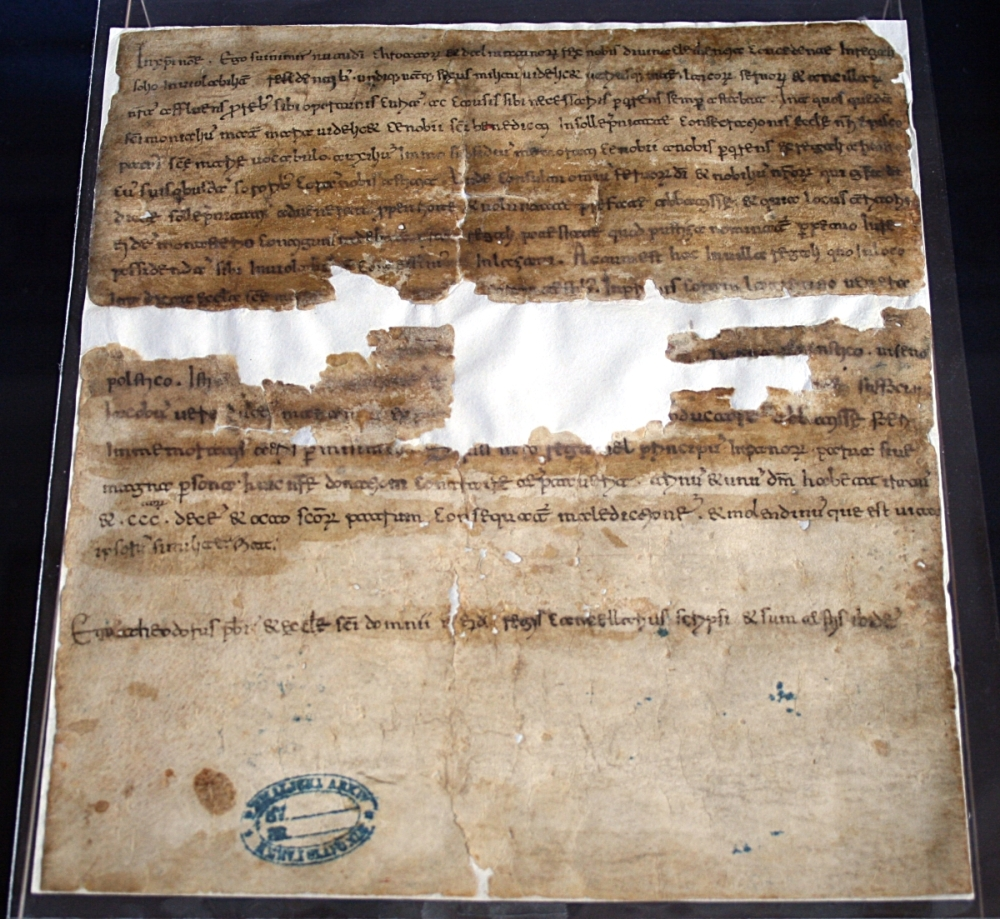
ズヴォニミル王が スプリトにある聖ベネディクトの女子修道院に宛てて出した設立許可証（1076年 - 1078年）、クロチア記録保存館

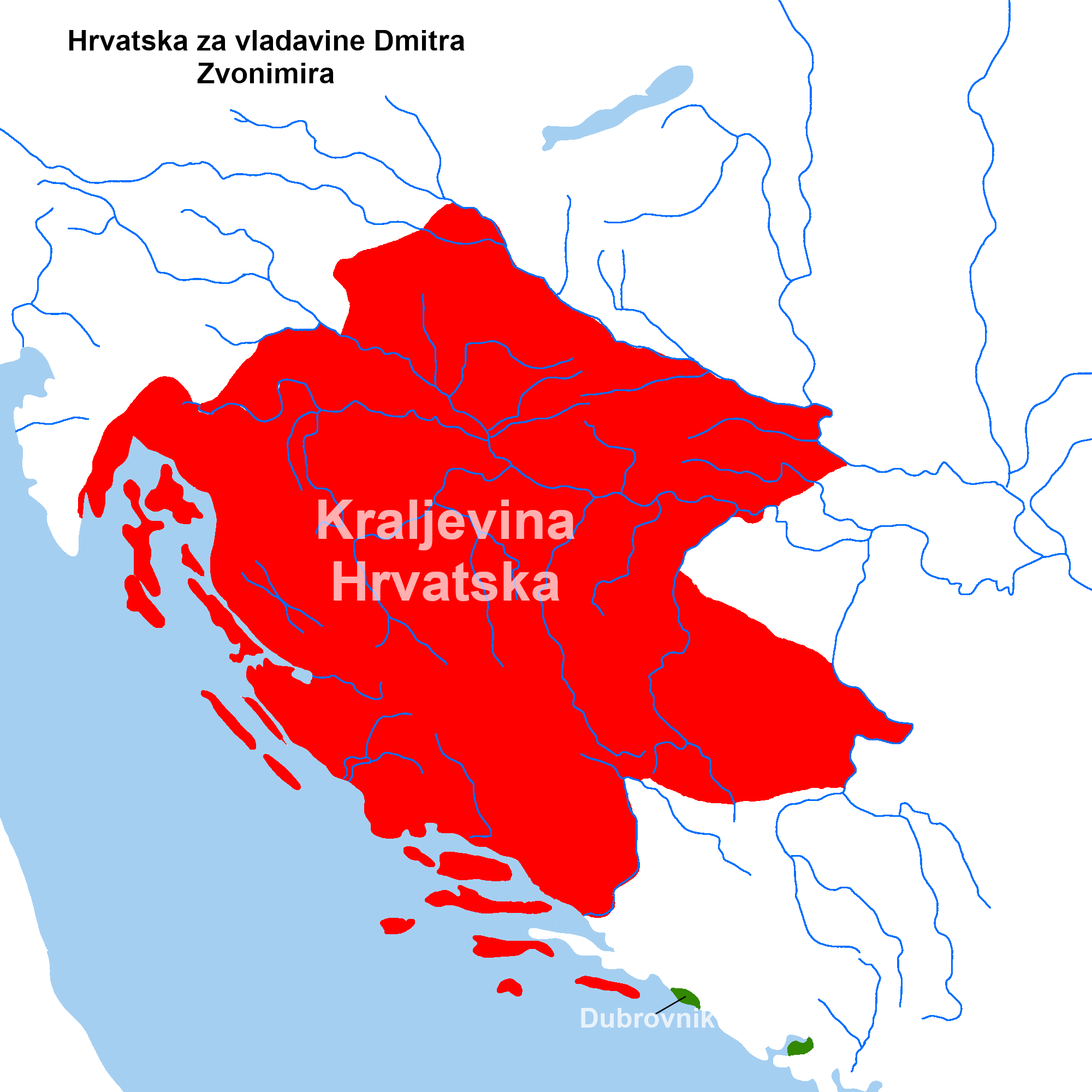
ズヴォニミル王統治下のクロアチア領土

ズヴォニミル王の王冠

ドミタル・ズヴォニミル (ラテン語：Demetrius Suinimir, Suonimir, Suonemerius, Zolomer, Zuonimir, ? - 1089年）は、中世クロアチア王国の総督、公爵、国王（在位：1075年 - 1089年）。 初期クロアチア王国で功績を残した君主の一人であり、 先代の王であるペタル・クレシミル4世と同様にクロアチア拡大政策を行った。1089年のズヴォニミル王の死去はクロアチア史において転換点となった。彼の死後、激しい後継者争いが発生し、クロアチアが独立を失ったからである。

## 即位

### 即位に至るまで
ズヴォニミル王の出自については、詳しくは分かっていない。スヴェトスラヴ・スロニャ王の跡継ぎでペタル・クレシミル4世の血縁者だとする説があるが、ズヴォニミル王はトルピミロヴィチ家ではなくクロアチアの高貴な部族の血を引く人物であるという歴史家もいる。1078年にシベニクで行われた裁判の記録によると叔父の名前はストレザである、ということしか分かっていない。
ズヴォニミルが初めて史料に登場するのは1070年であり、そこには彼が総督であり、ペタル・クレシミル4世と共同統治をしていたと記録されている。正確な時期は分からないが、ハンガリーのアールパード朝から譲られたスラヴォニア地方を最初に治めていたと推定されている。それまでスラヴォニア地方はアールパード家のものだったが、妻イェレナがハンガリー王ベーラ1世の娘であったため、ズヴォニミルはアールパード家と姻戚関係となり、同地方を譲られたのである。歴史家イヴォ・ゴルドスタインの推定によると、ズヴォニミル王の支配領土はスレムまで及んでいた。アールパード家と親族であったことで、彼は多くの恩恵を得た。一方で彼の死後、親族関係に基づいた王位継承権を得てクロアチア王国を手にしたため、アールパード家の得た恩恵もまた大きなものだった。
史料によると、1067年以降、まだ総督であったズヴォニミルはハンガリー王シャラモンおよびゲーザ公と共に、1064年からスレムを含むダルマチア辺境伯領を支配していたウルリヒ2世を追放し、ズヴォニミルが自ら支配した。その結果、1070年にペタル・クレシミル4世はズヴォニミルを共同支配者および後継者とした。クロアチアの史料によると、ズヴォニミルが法定推定相続人になったことで、スラヴォニア地方が併合され再統一を果たし、クロアチア王国が強大になったとされている。その際、従来の継承者であったスティエパン公は継承権を剥奪され、スプリトにあるサンクトゥス・ステファヌス・スブ・ピニス修道院に幽閉された。
ズヴォニミルがクロアチア王位の継承に向けて自身の地盤を固めているうちに、ノルマン人がアドリア海沿岸に進出した。史料によると1074年、南イタリアのアプーリアを支配していたノルマンディー公アミコはクロアチア遠征を行い、クロアチア王を捕虜にしたとされる。王の名は明示されていないが、ペタル・クレシミル4世であるとする説が有力である。